# Knives Out (serie di film)

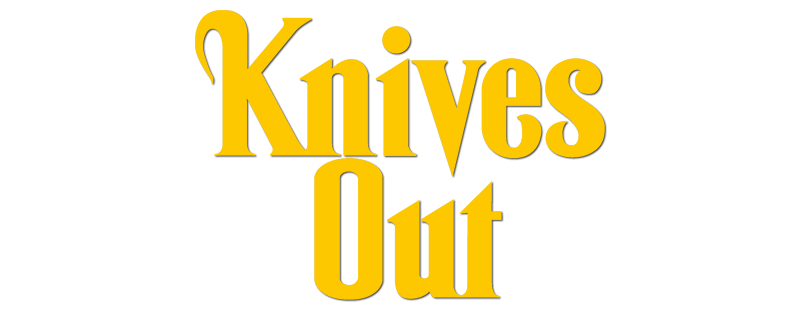
Logo del franchise

Knives Out è una serie statunitense di film gialli scritti, diretti e co-prodotti da Rian Johnson. I film hanno come protagonista l'investigatore privato Benoit Blanc, interpretato da Daniel Craig.
Il vasto cast dei film include, tra i tanti, Chris Evans, Ana de Armas, Jamie Lee Curtis, Michael Shannon, Don Johnson, Toni Collette, LaKeith Stanfield, Christopher Plummer, Katherine Langford, Jaeden Martell, Edward Norton, Janelle Monae, Kathryn Hahn, Leslie Odom Jr., Jessica Henwick, Madelyn Cline, Kate Hudson e Dave Bautista.
La serie di film è iniziata nel 2019 con il primo capitolo, il quale è stato accolto con entusiasmo dalla critica, in particolare per la sceneggiatura, la regia e la recitazione, sia dal pubblico che dai critici cinematografici, incassando 311,4 milioni di dollari in tutto il mondo a fronte di un budget di 40 milioni. Dopo il successo del primo capitolo, Netflix ha acquistato i diritti esclusivi per due sequel per oltre 400 dollari milioni. Il secondo film è stato distribuito in modo simile con un'accoglienza positiva da parte della critica, anche se la sua limitata distribuzione nelle sale nei mercati esteri ha portato a un rendimento monetario inferiore.
Un terzo film è entrato in produzione a giugno 2024 e la sua uscita è prevista per il 2025.

## Film
| Film                                   | Data di uscita negli Stati Uniti | Regista      | Sceneggiatore | Produttori                                |
| -------------------------------------- | -------------------------------- | ------------ | ------------- | ----------------------------------------- |
| Cena con delitto - Knives Out          | 27 novembre 2019                 | Rian Johnson | Rian Johnson  | Ram Bergman e Rian Johnson                |
| Glass Onion: Knives Out                | 23 novembre 2022                 | Rian Johnson | Rian Johnson  | Ram Bergman e Rian Johnson                |
| Wake Up Dead Man: A Knives Out Mystery | 2025                             | Rian Johnson | Rian Johnson  | Ram Bergman, Rian Johnson e Katie McNeill |

### Cena con delitto - Knives Out(2019)
Durante lo sviluppo del film, Johnson ha citato diversi classici thriller e commedie gialle come influenze, tra cui Un rebus per l'assassino, Assassinio sull'Orient Express, Something's Afoot, Invito a cena con delitto, Assassinio sul Nilo, The Private Eyes, Assassinio allo specchio, Delitto sotto il sole, Trappola mortale, Signori, il delitto è servito e Gosford Park. La versione del 1972 de Gli insospettabili , uno dei gialli preferiti di Johnson , fu anch'essa fonte di ispirazione, in particolare per l'ambientazione e la scenografia, incluso l'automa Jolly Jack the Sailor. Il titolo è tratto dalla canzone del 2001 dei Radiohead "Knives Out"; Johnson, un fan dei Radiohead, ha detto: "Ovviamente, il film non ha nulla a che fare con la canzone [...] Quel modo di dire mi è sempre rimasto in testa. E mi è sembrato un ottimo titolo per un giallo." Il nome Harlan Thrombey è tratto da un giallo del 1981 della serie " Scegli la tua avventura ", "Chi ha ucciso Harlowe Thrombey?" 
Il film è stato presentato in anteprima mondiale al Toronto International Film Festival del 2019 il 7 settembre di quell'anno ed è stato distribuito nelle sale cinematografiche degli Stati Uniti il 27 novembre da Lionsgate Films. Il film ha ricevuto il plauso della critica, in particolare per la sceneggiatura, la regia e la recitazione. Alla 77a edizione dei Golden Globe Awards, ha ricevuto tre nomination nella categoria Musical o Commedia, mentre ha ricevuto anche nomination per la Migliore sceneggiatura originale alla 73a edizione dei British Academy Film Awards e alla 92a edizione degli Academy Awards . È stato selezionato dall'American Film Institute e dal National Board of Review come uno dei dieci migliori film del 2019.

### Glass Onion: Knives Out(2022)
Prima dell'uscita di Cena con delitto, Johnson disse che gli sarebbe piaciuto creare dei sequel con Benoit Blanc che indagava su ulteriori misteri, e che aveva già un'idea per un sequel. Nel gennaio 2020, Johnson ha confermato che stava scrivendo un sequel, incentrato su Blanc che indaga su un nuovo mistero. Daniel Craig ha mostrato interesse nel riprendere il suo ruolo da protagonista. Nel febbraio 2020, la Lionsgate ha annunciato che un sequel era ufficialmente entrato in produzione.
A marzo 2021, Netflix ha acquistato i diritti di due sequel di Knives Out per 450 milioni di dollari e le riprese iniziarono a giugno 2021 in Grecia. Nonostante il precedente annuncio della Lionsgate di aver approvato un sequel, i rapporti indicano che Johnson e Bergman hanno mantenuto i diritti del sequel, che hanno ceduto ad altri distributori senza il coinvolgimento della Lionsgate o della MRC. Ad aprile 2021, Curtis ha confermato che la famiglia Thrombey del primo film non sarebbe tornata per il sequel, spiegando al contempo cosa ha fatto ogni membro della famiglia dalla fine del primo capitolo. Il cast è stato completato tra maggio e giugno 2021, con Dave Bautista, Edward Norton, Janelle Monáe, Kathryn Hahn, Leslie Odom Jr., Kate Hudson, Madelyn Cline e Jessica Henwick aggiunti in ruoli non rivelati.
Le riprese principali sono iniziate ufficialmente il 28 giugno 2021 in Grecia e si sono concluse a settembre. Nel giugno 2022 è stato rivelato il titolo ufficiale: Glass Onion: A Knives Out Mystery (arrivato in Italia col titolo Glass Onion: Knives Out). Il film è uscito il 23 dicembre 2022, con Netflix che ha valutato un debutto esclusivo nelle sale cinematografiche per 45 giorni prima della sua uscita in streaming.

#### Wake Up Dead Man: A Knives Out Mystery(2025)
Nel marzo 2021, è trapelato che Netflix aveva accettato di pagare 450 dollari milioni per i diritti di due sequel che saranno scritti e diretti da Johnson, con Craig che riprenderà il ruolo del detective Benoit Blanc. Nel giugno 2022, Johnson ha rivelato che "Knives Out 3" era un titolo provvisorio con l'intento che ogni film avesse un titolo distinto, citando le opere di Agatha Christie come sua ispirazione per i film e i singoli titoli.
A gennaio 2023, Johnson ha confermato di aver iniziato a scrivere la sceneggiatura per il terzo film, affermando che sarà diverso a livello tonale e tematico rispetto ai film precedenti. Il regista ha poi dichiarato che, nonostante avesse approvato il sottotitolo di A Knives Out Mystery (in italiano riportato solo come "Knives Out") per il film precedente, gli sarebbe piaciuto rinominare la serie e aggiungere A Benoit Blanc Mystery come sottotitoli per i progetti futuri.
Nell'ottobre 2023, in seguito all'adesione allo sciopero della Writers Guild of America del 2023 e alla sua risoluzione, Johnson annunciò di aver iniziato a lavorare alla sceneggiatura del terzo film. Il regista ha dichiarato di aver pianificato la premessa e di poter ricominciare a scrivere. Nel maggio 2024, il titolo ufficiale del film è stato annunciato come Wake Up Dead Man: A Knives Out Mystery con l'uscita di un teaser trailer ufficiale narrato da Daniel Craig nel personaggio di Benoit Blanc. Le riprese principali erano inizialmente programmate per iniziare nell'autunno del 2024 a Londra; anche se nel giugno dello stesso anno Johnson annunciò che le riprese erano iniziate. L'uscita del film è prevista per una data non specificata nel 2025.

#### Futuro
Nel settembre 2022, Craig e Johnson hanno dichiarato separatamente che continueranno a realizzare altri film della serie, a patto che siano entrambi coinvolti insieme. Nel gennaio 2023, Johnson dichiarò che era stato ispirato dal suggerimento dei fan di creare un film su Benoit Blanc con i Muppet come cast secondario. Lo scrittore/regista ha detto che ha seriamente considerato questa opzione, ma alla fine ha deciso che sarebbe stato impossibile bilanciare adeguatamente entrambi gli IP. Nello stesso mese, il regista ha riconosciuto la possibilità di produrre uno speciale natalizio di Knives Out .

## Accoglienza

### Incassi
| Film                                   | Budget ($) | Incassi ($)  | Incassi ($) |
| Film                                   | Budget ($) | Nord America | Mondiale    |
| -------------------------------------- | ---------- | ------------ | ----------- |
| Cena con delitto - Knives Out          | 40 000 000 | 165 364 060  | 312 898 746 |
| Glass Onion: Knives Out                | 40 000 000 | 15 000 000   | 15 000 000  |
| Wake Up Dead Man: A Knives Out Mystery | 40 000 000 |              |             |

### Critica
| Film                                   | Rotten Tomatoes      | Metacritic             | CinemaScore |
| -------------------------------------- | -------------------- | ---------------------- | ----------- |
| Cena con delitto - Knives Out          | 97% (474 recensioni) | 82/100 (52 recensioni) | A-          |
| Glass Onion: Knives Out                | 94% (206 recensioni) | 81/100 (51 recensioni) |             |
| Wake Up Dead Man: A Knives Out Mystery |                      |                        |             |